# Гільєрме Енрікес Да Сілва Карвальо
Гільєрме Енрікес Да Сілва Карвальо або просто Гільєрме Сміт (порт.-браз. Guilherme Henriques da Silva Carvalho; нар. 11 червня 2003, Бразилія) — бразильський футболіст, нападник луганської «Зорі».

## Клубна кар'єра

### Ранні роки
На батьківщині виступав за юнацькі та молодіжні команди «Васко да Гама», «Флуміненсе» та «Ботафого».

### «Зоря» (Луганськ)
У червні 2021 року підписав 3-річний контракт з «Зорею». Виступає за юнацьку команду «мужиків». У футболці першої команди дебютував 28 жовтня 2021 року в переможному (2:0) виїзному поєдинку 1/8 фіналу кубку України проти львівського «Руху». Гільєрме вийшов на поле в стартовому складі, а на 46-ій хвилині його замінив Шахаб Захеді.

## Кар'єра в збірній
Виступав за юнацьку збірну Бразилії (U-17).

## Титули і досягнення
- Володар Кубка Естонії (1):

«Нимме Калью»: 2024-25